# Ariel Zárate
Pour les articles homonymes, voir Zarate.
Ariel Silvio Zárate Riga (né le 1er juillet 1973 à Buenos Aires en Argentine) est un joueur de football argentin qui évolue au poste de milieu de terrain. Il a joué pendant huit années en Espagne pour Cádiz, Málaga, Elche et Xerez.
Ariel est le frère plus âgé de quatre footballeurs, Rolando, Sergio et Mauro Zárate.